# أنتوني براون (عالم)
أنتوني براون هو عالم فلك في جامعة لايدن والأكثر شهرة في قيادة اتحاد معالجة وتحليل البيانات في مشروع غايا. وقد أدرجته مجلة «الطبيعة» (بالإنجليزية: Nature)‏ بين ال«نيتشر 10»، وهم الأشخاص العشرة الذين تعتبرهم المجلة الأهم للعام 2018.

## السيرة الشخصية
حصل أنتوني براون على درجة الماجستير في علم الفلك من جامعة لايدن في عام 1991، حيث حصل أيضا على درجة الدكتوراه في عام 1996 حول موضوع العناقيد النجمية وتطور التصنيف النجمي لنوعين "O "و"B". بعد عدة أعمال بحثية في معهد علم الفلك في إنسينادا في المكسيك، والمرصد الأوروبي الجنوبي في جسينغ في ألمانيا، عاد إلى جامعة ليدن ليعمل أولاً باحثا مساعدا من عام 2001 إلى عام 2006، ثم عضوا في هيئة تدريس.
قد بدأت مشاركته في بعثة غايا في عام 1997 بتقديم مساهمات في القضية العلمية للبعثة. وبصفته عضوا في مجموعات العمل المعنية بالتصنيف والقياس الضوئي، ساهم في تحسين نظام الفلتر الضوئي، وكان عضواً في فريق غايا العلمي منذ عام 2006. عُيّن رئيساً لاتحاد غايا لمعالجة البيانات وتحليلها (DPAC) في عام 2012، وهو المؤلف المسؤول في نشريات بيانات غايا 1 و2.
وقد ألقى محاضرات سبيتزر في جامعة برينستون في عام 2019.

## ابحاث مختارة
- براون، أنتوني غي ايه، وآخرون «إصدار بيانات غايا 1-ملخص خصائص الفلكية، القياس الضوئي، والمسح.» علم الفلك والفيزياء الفلكية 595 (2016): A2.